# Nikola Čačić
Nikola Čačić (Servisch: Никола Чачић) (Banja Luka, 7 december 1990) is een Servisch tennisser. Hij heeft drie ATP-titels in het dubbelspel op zijn naam staan.

## Palmares
| Legenda                       | Legenda               |
| ----------------------------- | --------------------- |
| Grand Slam                    |                       |
| Olympische Spelen             |                       |
| tot 2009                      | vanaf 2009            |
| Tennis Masters Cup            | ATP Finals            |
| ATP Masters Series            | ATP Tour Masters 1000 |
| ATP International Series Gold | ATP Tour 500          |
| ATP International Series      | ATP Tour 250          |

### Dubbelspel
| Nr.                               | Datum             | Toernooi         | Ondergrond    | Partner           | Tegenstanders in finale               | Score                  | Details |
| --------------------------------- | ----------------- | ---------------- | ------------- | ----------------- | ------------------------------------- | ---------------------- | ------- |
| gewonnen finales mannendubbelspel |                   |                  |               |                   |                                       |                        |         |
| 1.                                | 29 september 2019 | ATP Chengdu      | Hardcourt     | Dušan Lajović     | Jonathan Erlich Fabrice Martin        | 7-6(9), 3-6, [10-3]    | Details |
| 2.                                | 9 februari 2020   | ATP Montpellier  | Hardcourt (i) | Mate Pavić        | Dominic Inglot Aisam-ul-Haq Qureshi   | 6-4, 6-7(4), [10-4]    | Details |
| 3.                                | 7 maart 2021      | ATP Buenos Aires | Gravel        | Tomislav Brkić    | Ariel Behar Gonzalo Escobar           | 6-3, 7-5               | Details |
| verloren finales mannendubbelspel |                   |                  |               |                   |                                       |                        |         |
| 1.                                | 11 april 2021     | ATP Marbella     | Gravel        | Tomislav Brkić    | Ariel Behar Gonzalo Escobar           | 2-6, 4-6               | Details |
| 2.                                | 24 juli 2021      | ATP Umag         | Gravel        | Tomislav Brkić    | Fernando Romboli David Vega Hernández | 3-6, 5-7               | Details |
| 3.                                | 24 oktober 2021   | ATP Moskou       | Hardcourt (i) | Tomislav Brkić    | Matwé Middelkoop Harri Heliövaara     | 5-7, 6-4, [9-11]       | Details |
| 4.                                | 9 april 2023      | ATP Estoril      | Gravel        | Miomir Kecmanović | Sander Gillé Joran Vliegen            | 3–6, 4–6               | Details |
| Gewonnen challengers herendubbel  |                   |                  |               |                   |                                       |                        |         |
| 1.                                | 16 juni 2019      | Şımkent          | Gravel        | Yang Tsung-hua    | André Göransson Marc-Andrea Hüsler    | 6-4, 6-4               |         |
| 2.                                | 17 november 2019  | Urtijëi          | Hardcourt (i) | Antonio Šančić    | Sander Arends David Pel               | 6-7(5), 7-6(3), [10-7] |         |
| 3.                                | 18 januari 2020   | Bendigo          | Hardcourt     | Denys Molchanov   | Marcelo Arévalo Jonny O'Mara          | 7-6, 6-4               |         |
| 4.                                | 27 september 2020 | Forlì            | Gravel        | Tomislav Brkić    | Andrej Goloebev Andrea Vavassori      | 3-6, 7-5, [10-3]       |         |
| 5.                                | 9 oktober 2022    | Parma            | Gravel        | Tomislav Brkić    | Luis David Martínez Igor Zelenay      | 6-2, 6-2               |         |

### Landencompetities
| Nr.              | Datum           | Toernooi | Ondergrond | Partner(s)                                  | Tegenstanders                                                          | Score               | Ref.    |
| ---------------- | --------------- | -------- | ---------- | ------------------------------------------- | ---------------------------------------------------------------------- | ------------------- | ------- |
| Gewonnen finales |                 |          |            |                                             |                                                                        |                     |         |
| 1.               | 12 januari 2020 | ATP Cup  | Hardcourt  | Novak Djokovic Dusan Lajovic Viktor Troicki | Rafael Nadal Roberto Bautista Agut Pablo Carreño Busta Feliciano López | 2-1 (3 wedstrijden) | Details |

## Resultaten grote toernooien
| Legenda | Legenda                          |
| ------- | -------------------------------- |
| g.t.    | geen toernooi gehouden           |
| l.c.    | lagere categorie                 |
| –       | niet deelgenomen                 |
| G       | uitgeschakeld in de groepsfase   |
| 1R      | uitgeschakeld in de eerste ronde |
| 2R      | uitgeschakeld in de tweede ronde |
| 3R      | uitgeschakeld in de derde ronde  |
| 4R      | uitgeschakeld in de vierde ronde |
| KF      | uitgeschakeld in de kwartfinale  |
| HF      | uitgeschakeld in de halve finale |
| F       | de finale verloren               |
| W       | het toernooi gewonnen            |
| w-v     | winst/verlies-balans             |

### Dubbelspel
| grandslamtoernooien  |      |      |    |
| Australian Open      | –    | 1R   | 1R |
| Roland Garros        | –    | 1R   | KF |
| Wimbledon            | –    | g.t. | 3R |
| US Open              | –    | 1R   |    |
| ATP Masters 1000     |      |      |    |
| Indian Wells         | –    | g.t. |    |
| Miami                | –    | g.t. | 1R |
| Monte Carlo          | –    | g.t. | –  |
| Madrid               | –    | g.t. | –  |
| Rome                 | –    | 2R   | –  |
| Montreal/Toronto     | –    | g.t. |    |
| Cincinnati           | –    | 2R   |    |
| Shanghai             | –    | g.t. |    |
| Parijs               | –    | 1R   |    |
| olympisch            |      |      |    |
| Olympische Spelen    | g.t. | g.t. |    |
| statistieken         |      |      |    |
| totaal aantal titels | 1    | 1    | 1  |
| eindejaarsranking    | 90   | 57   |    |